# Лабё
Лабё (нем. Laboe) — община в Германии, в земле Шлезвиг-Гольштейн.
Входит в состав района Плён. Население составляет 5214 человек (на 31 декабря 2010 года). Занимает площадь 5,23 км².

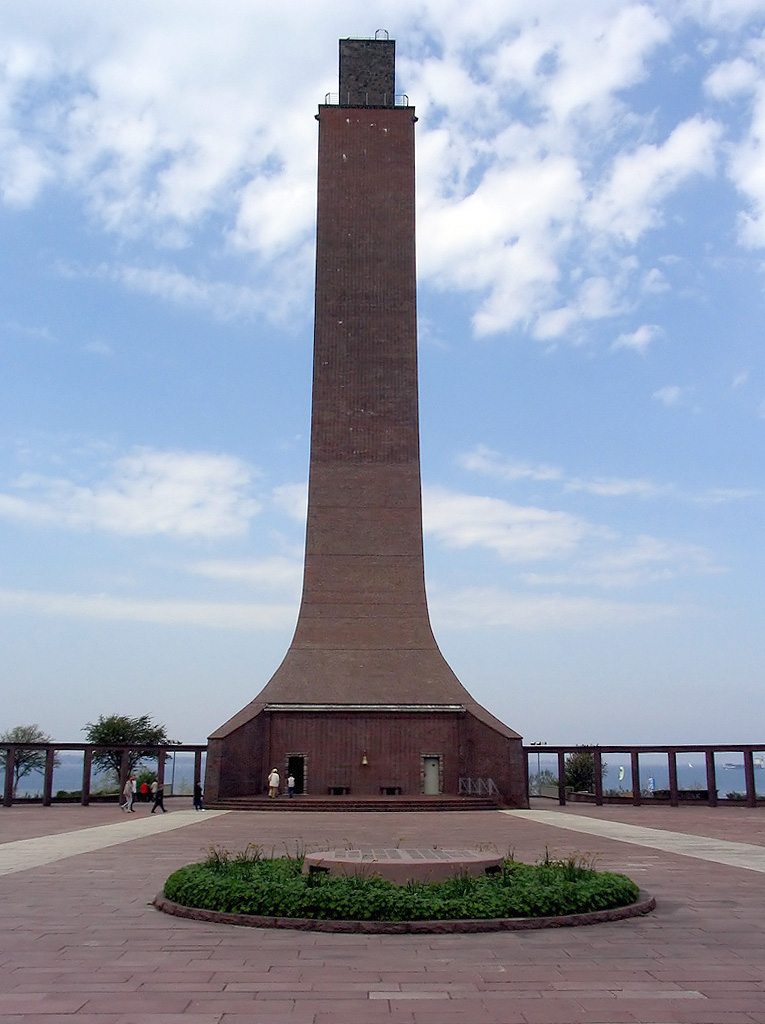
Лабё

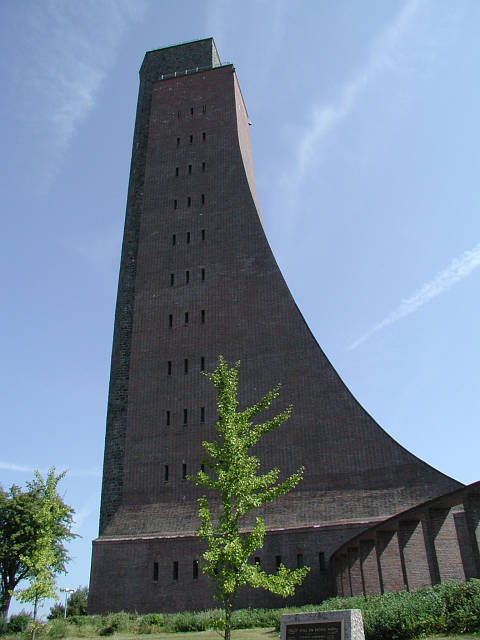
Лабё

Близ Лабё установлена U-995 — музейный корабль, единственная сохранившаяся подводная лодка типа VII.